# The Long Run (skladba)
»The Long Run« je skladba, ki sta jo napisala Don Henley in Glenn Frey, posnela pa jo je skupina Eagles. Zvok skladbe je mišljen kot spomin na R&B zvok založbe Stax Records iz Memphisa. To je naslovna skladba albuma The Long Run, kot single pa je izšla novembra 1979. V začetku leta 1980 je dosegla 8. mesto lestvice Billboard Hot 100. »The Long Run« je drugi izmed treh singlov, ki so izšli z istoimenskega albuma. Poleg njega, sta izšla še singla »Heartache Tonight«, ki je dosegel vrh lestvice, in »I Can't Tell You Why«, ki je prav tako dosegel 8. mesto lestvice.
Skladba je bila uporabljena v televizijski oddaji WKRP in Cincinnati, v epizodi »The Doctor's Daughter«.
Glasbeni kritik Dave Marsh je v svoji knjigi The Heart of Rock & Soul: The 1001 Greatest Singles Ever Made, skladbo opisal kot popolni ripoff R&B skladbe »Tryin' to Live My Life Without You« iz leta 1972.

## Zasedba
- Don Henley: glavni vokal, bobni
- Glenn Frey: ritem kitara, spremljevalni vokal
- Joe Walsh: slide kitara, spremljevalni vokal
- Don Felder: slide kitara, Hammond orgle, spremljevalni vokal
- Timothy B. Schmit: bas kitara, spremljevalni vokal

## Lestvice
| Lestvice (1979-80)                   | Mesto |
| ------------------------------------ | ----- |
| US Billboard Hot 100                 | 8     |
| Canadian RPM Top Singles             | 9     |
| Canadian RPM Adult Oriented Playlist | 9     |
| New Zealand Singles Chart            | 30    |
| UK Singles Chart                     | 66    |

## Priredbe
- Ameriška skupina Reel Big Fish je svojo verzijo skladbe posnela in izdala na albumu Fame, Fortune and Fornication, ki je izšel leta 2009.[10]